# Nicolás Factor
Nicolás Factor ou Nicolas le Facteur (né le 29 juin 1520 - mort le 23 décembre 1583) est un prêtre catholique espagnol et un membre profès des frères mineurs de l'Observance, ainsi qu'un peintre de la Renaissance. Prédicateur, il est reconnu pour ses pratiques d'auto-mortification avant de prononcer des sermons. Il est vénéré comme bienheureux par l'Église catholique.

## Biographie
Nicolas le Facteur est né à Valence en Espagne le 29 juin 1520, l'un des cinq enfants d'un pauvre tailleur.
Dans son enfance, il jeûne trois fois par semaine et donne toute sa nourriture intacte aux pauvres. Il part également prendre soin des malades dans un hôpital de lépreux. Sa femme de chambre Maure est tellement affectée par cela qu'elle se convertit au catholicisme. Son père voudrait qu'il suive sa profession de tailleur mais Nicolas décide de devenir prêtre et religieux.
Il entre dans l'Ordre des Frères mineurs le 30 novembre 1537 et est ordonné prêtre un peu plus tard. Il peint une gamme d'images de dévotion. Il devient un prédicateur itinérant local (sa demande de se rendre dans les missions étrangères ayant été refusée) dans toute sa région et est connu pour les auto-mortifications plutôt sévères qu'il s'inflige avant de prononcer chaque sermon. Il est également directeur spirituel du couvent de Santa Clara depuis 1571 à Madrid à la demande de Jeanne de Habsbourg. En avril 1582, il déménage au couvent de Santa Caterina à Onda et en novembre, dans un autre couvent à Barcelone.
Il meurt de maladie le 23 décembre 1583 après être revenu à Valence. En 1586, ses restes sont exhumés pour le roi Philippe II - qui souhaitait les voir - et ses sont jugés incorruptibles.

## Béatification
Le pape Pie VI le béatifie le 27 août 1786.